# St Mary the Virgin (Ingestre)

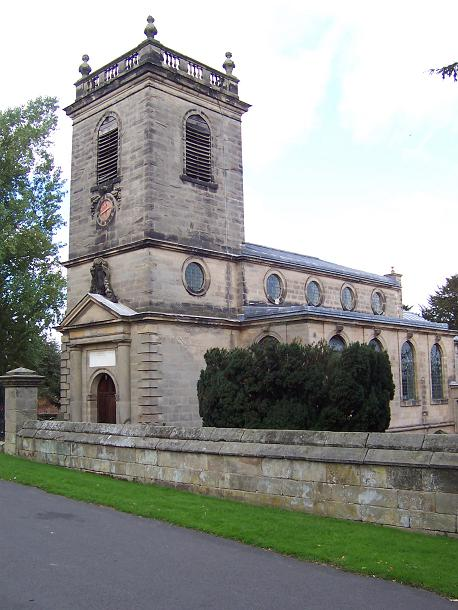
St Mary the Virgin in Ingestre

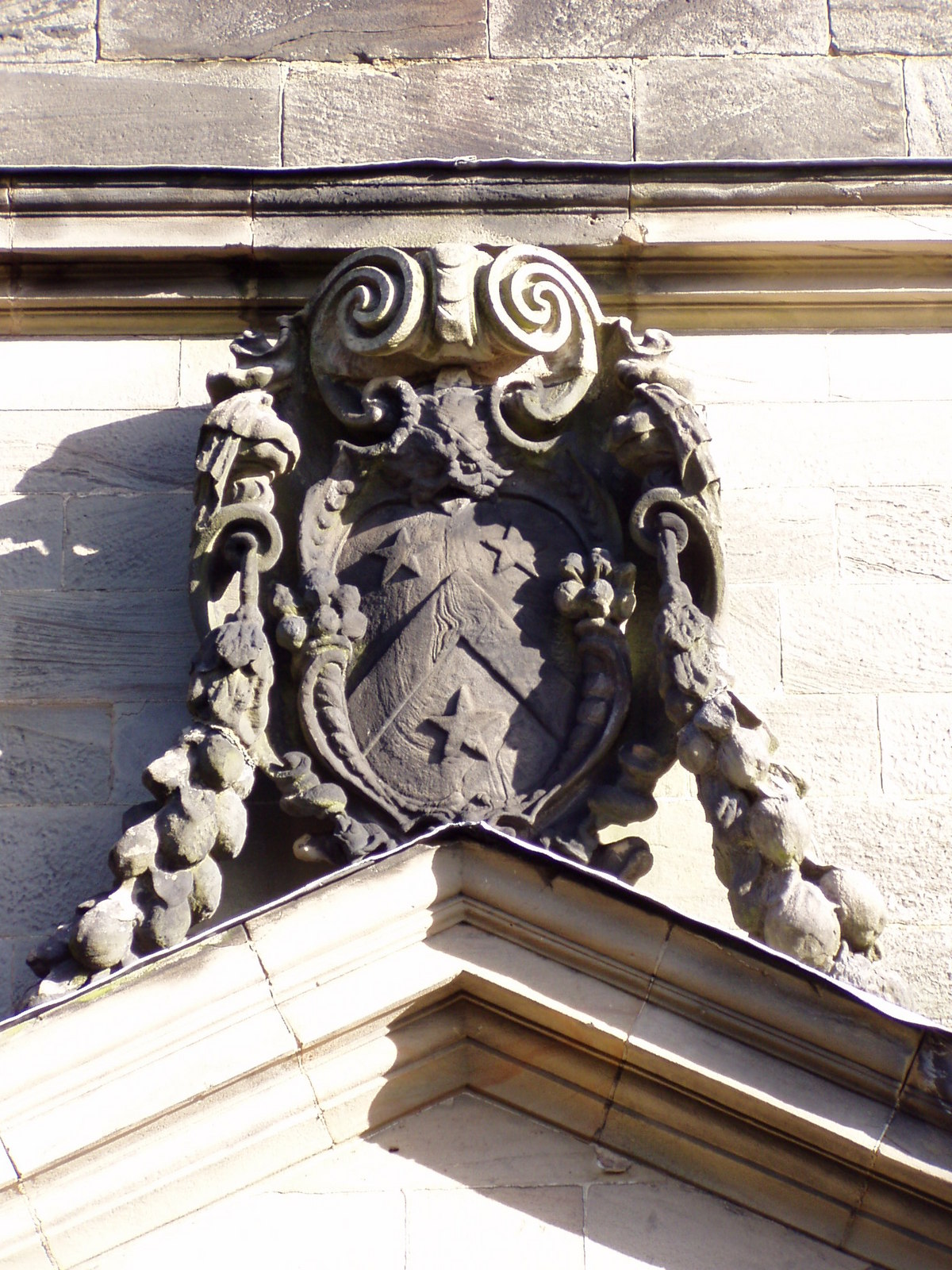
Stifterwappen über dem Portal

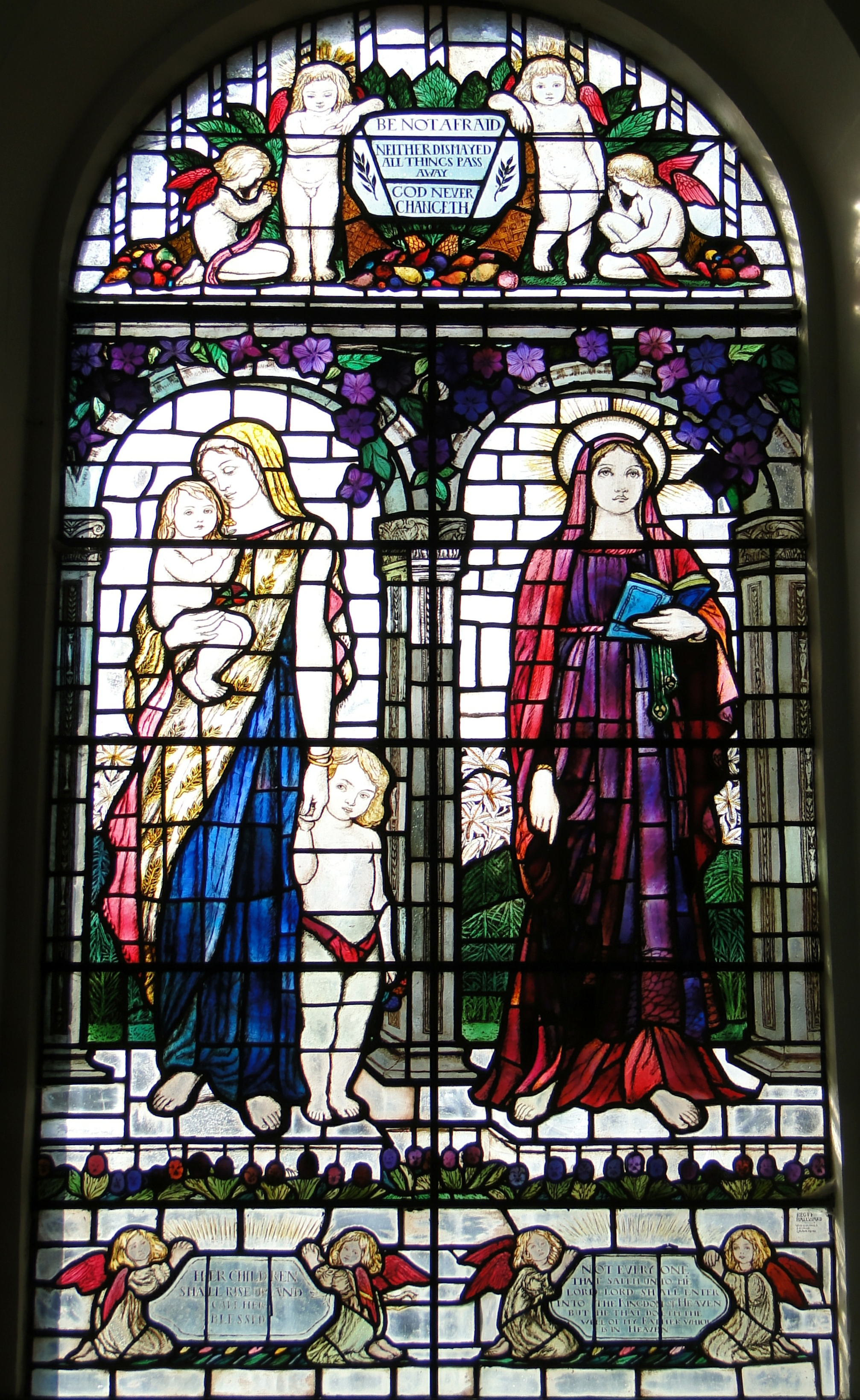
Gedächtnisfenster von Reginald Hallward

St Mary the Virgin ist die anglikanische Pfarrkirche von Ingestre in der englischen Grafschaft Staffordshire.

## Geschichte
1671 erteilte Gilbert Sheldon, Erzbischof von Canterbury, die Erlaubnis zum Neubau der aus dem 13. Jahrhundert stammenden Kirche von Ingestre, die in den Jahren 1673 bis 1676 von Walter Chetwynd neben dem von seinem Vater 1613 erbauten Herrenhaus Ingestre Hall errichtet wurde. Die Einweihung wurde im August 1677 durch Thomas Wood, Bishof von Lichfield, gleichzeitig mit einer Taufe, einer Eheschließung und einer Beerdigung vollzogen, um auf diese Weise die rechtliche Funktion der Kirche als Pfarrkirche zu konfirmieren.
In den Jahren 2000 bis 2004 fand nach Insektenbefall des Dachstuhls eine grundlegende Restaurierung, finanziert durch den Heritage Lottery Fund (HLF), statt.

## Architektur
Aufgrund einer Zeichnung im Victoria and Albert Museum betitelt Mr Chetwynd's Tower wird der Kirchenbau Christopher Wren zugeschrieben, der mit Chetwynd befreundet und wie dieser Mitglied der Royal Society war. Die Kirche ist zugleich sein einziger nachweisbarer Kirchenbau außerhalb des von ihm durchgeführten Wiederaufbauprogramms von London. Nach seinem Entwurf entstand eine vierjochige, im Innern flachgedeckte Basilika mit Westturm und einem rechteckigen Altarhaus. Die Fenster der Seitenschiffe sind rundbogig, die des Obergadens als Okuli gestaltet, der Turm mit Balustradenabschluss ohne Turmhelm. Im Innern werden die Arkaden von vierteiligen toskanischen Bündelpfeilern getragen, das Mittelschiff wie auch das tonnengewölbte Altarhaus sind mit einer aufwendigen Stuckdecke ausgestattet.

## Ausstattung
Die aus drei Arkaden bestehende Chorschranke, überhöht durch das königliche Wappen, wird Grinling Gibbons zugeschrieben. Die Kirche enthält neben dem Stiftergrab die Grabmäler der späteren Viscounts Chetwynd und Earls Talbot. Das Geläut von sechs Glocken, gegossen von Henry Bagley, wurde 1692 durch Walter Chetwynd gestiftet. Das dreiteilige Fenster des Altarraums enthält eine Darstellung der Geburt Christi, begleitet von Johannes dem Täufer und Johannes dem Evangelisten. Die seitlichen Gedächtnisfenster für Mitglieder der Stifterfamilie wurden von Edward Burne-Jones, Reginald Hallward und Lady Feodora Gleichen entworfen.